# Coleophora vigilis
Coleophora vigilis é uma espécie de mariposa do gênero Coleophora pertencente à família Coleophoridae.